# Sanatorium Timglaset
Sanatorium Timglaset (polska: Sanatorium pod Klepsydrą) är en polsk dramafilm från 1973 regisserad av Wojciech Has.
Filmen är baserad på texter av den judiske 30-talsförfattaren Bruno Schulz, känd som "Polens Kafka". Filmen blev förbjuden från att visas utanför Polen, men en utsmugglad kopia vann jurypriset i Cannes filmfestival.